# Truppe 1931
Das Theater Truppe 1931 ist entstanden aus der kommunistischen Zelle in der Künstlerkolonie Berlin. Gründer, Leiter und Autor war Gustav von Wangenheim.

## Geschichte
Die Theatertruppe bildete sich 1931 aus der kommunistischen Zelle in der Künstlerkolonie Berlin.
Gründer und Leiter war Gustav von Wangenheim, später Intendant des Deutschen Theaters in Berlin. Wegen dieser alten Freundschaft hielt Gustav von Wangenheim am 6. Januar 1946 auch die Totenrede für die Schauspielkollegen und Widerstandskämpfer Hans Meyer-Hanno und Hans Otto.
Mitwirkende waren vorwiegend Bewohner der Künstlerkolonie Berlin: Steffie Spira / Hans Meyer-Hanno mit seiner Frau Irene als Pianistin / Curt Trepte / Fedja Boensch / Louise Fernes / Ingeborg Franke / Otto Hahn (1902–1952) / Charlotte Jacoby / Theodor Popp / Stefan Wolpe als Komponist (nach 1933 sehr erfolgreich in den USA, später auch Prof. an der Musikhochschule „Hanns Eisler“) / Heinrich Greif (auch organisatorischer Mitarbeiter) / Alexander Lex (Maler) / Nerlinger (Maler) / Robert Trösch, als kostenlose Berater für die Textbücher oft gefragt Arthur Koestler und Theodor Balk.
Stücke waren u. a. Da liegt der Hund begraben (1931), Die Mausefalle (1931/32), Wer ist der Dümmste? von Karl August Wittfogel (1933 verboten durch die Nationalsozialisten) mit Auslandstourneen in die Schweiz, nach Österreich u. a.
Nach der Großrazzia am 15. März 1933 hat sich die Theatergruppe aufgelöst.